# Schulhaus Mannhausen
Das Schulhaus Mannhausen befindet sich im Calvörder Ortsteil Mannhausen und steht in an der Hauptstraße 1. Dieses Bauwerk steht unter Denkmalschutz.

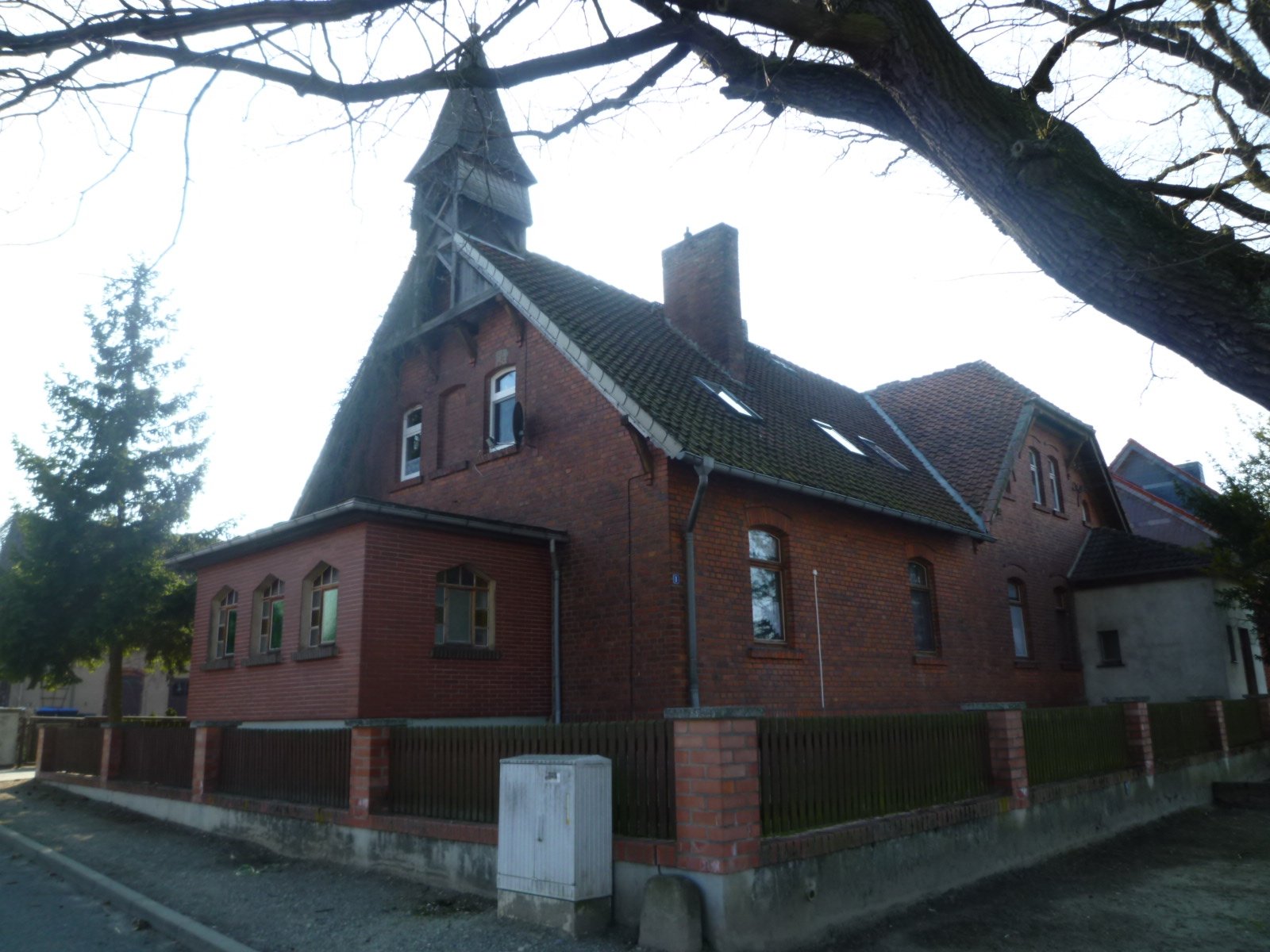
Schulhaus 2011

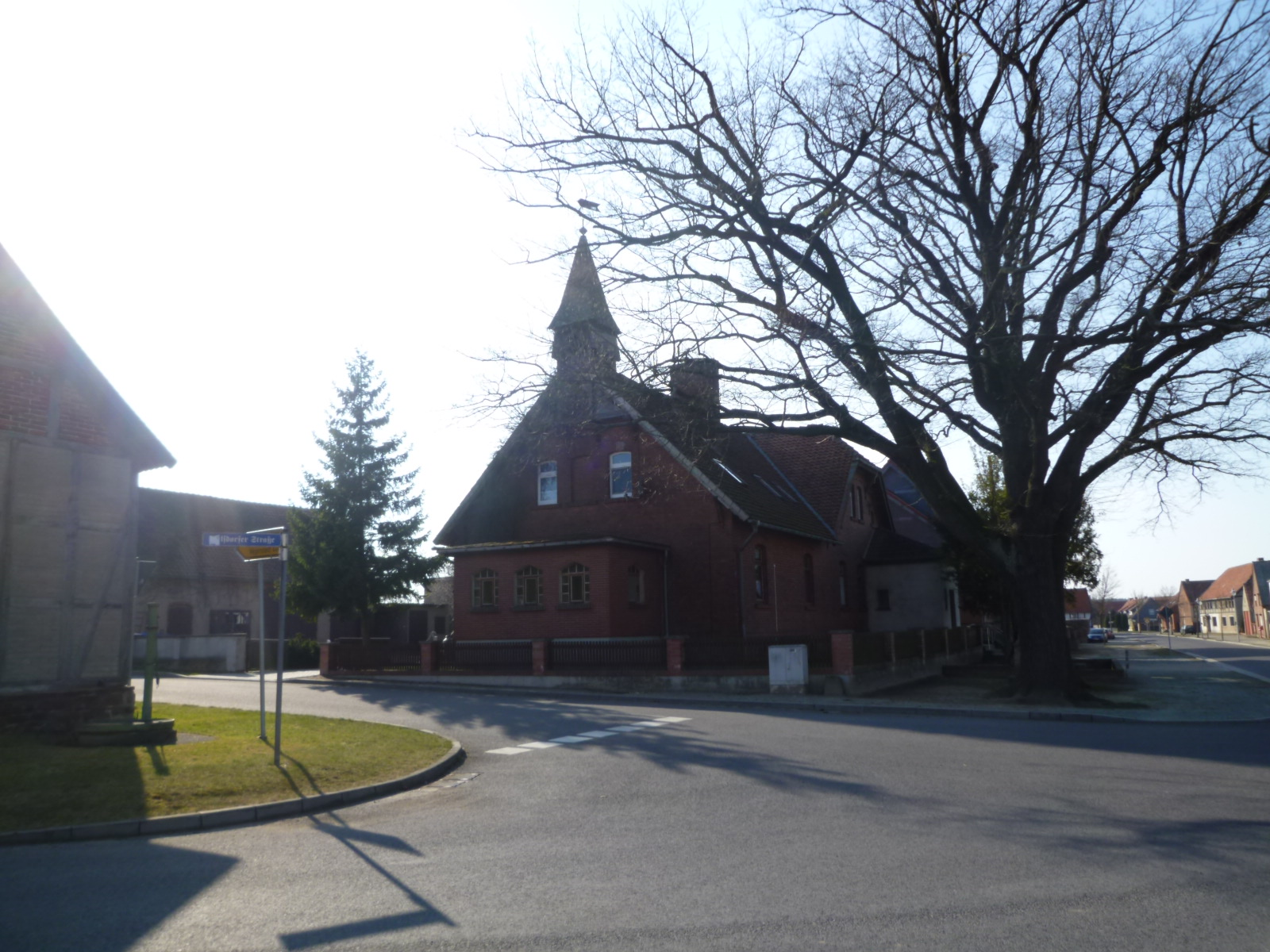
Schulhaus mit Straßenszene, März 2011

## Architektur und Geschichte
Dieses Gebäude ist um die Jahrhundertwende am zentral gelegenen Dorfplatz bzw. an der Ausfallstraße nach Wegenstedt errichtet wurden. Dieses Schulgebäude ist eine eingeschossige Ziegelarchitektur mit Stichbogenfenstern, weit heruntergezogenem Dach und Sprenggiebel mit Giebelreittürmchen. In den 1920er Jahren wurde dieses Schulhaus durch Anbau erweitert. Das Schulhaus ist vor allem kulturgeschichtlich ein interessantes Bauwerk, in seiner von Heimatstilelementen durchsetzten Architektur markanter und das Ortsbild außerordentlich prägender Bau.